# كرطونة في بونة (فلم جزائري)
كرطونة في بونة هو فيلم جزائري من إنتاج التلفزيون الجزائري تدور غالبية أحداثه في ولاية عنابة تم اصداره في 20 جويلية 2012 ويتحدث الفيلم عن قصة سائقين مجنونان يقودان شاحة تصدير السلع يهربان بصندوق يحتوي على مجموعة الأدوية الكيميائية.

## قصة الفيلم
تدور قصة الفيلم في قالب كوميدي حول تاجر استورد  بطريقة غير مشروعة أدوية معبأة في صناديق، وأحضر وسط صناديق الأدوية «كرتونة»، تحتوي على محلول كيميائي خطير. إلا أن هذا الصندوق سرعان ما يسقط بين أيدي شخصين يأخذهما الطمع في بيعه واقتسام أمواله، ليجدا نفسيهما محل مطاردة من عناصر المافيا في كامل المدينة. ويذكر أن اسم «بونة» الوارد في عنوان العمل ما هو إلا الاسم القديم لمدينة عنابة, وبعدها تذهب عائلة حسيسن الى قالمة لقضاء العطلة حيث يبقى حسيسن مع صديقه الربيع ليأخذا قارورة من قارورات الدواء لمحولة معرفة نوع الدواء عند صديقهم الصيدلاني قبس.
حيث يأخذ أخ حسيسن عصام الذي يحب مشاهدة توم وجيري الكرتونة معه الى الفندق التي يظنها قارورة ليموناد فيأتي مصطفى ويسرق من الكرتونة ثلاث قارورات ويعطيها للفرملية لكي يحاول إثارة إعجابها به حيث أعطتها قارورتين لمرضى الفندق والأخرى سرقها أحدهم ومن ثم يتوجه حسيسن وصديقه الربيع الى قالمة للبحث عن الكرتونة التي أخذها عصام حيث يجدونه في الفندق فيسألونه عن الكرتونة فيعطيها لهم فيجدان أن هناك ثلاث زجاجات ناقصة فيقول لهما عصام أن مصطفى هو من أخذ القارورات فيقولون له عن أين أخذ القارورة فيقول أنها عند الطبيبة ثم تقول لهم أنها اعطتها لعجوز تدعى الحاجة صحراوي و رجل وأخته والأخرى سرقها أحدهم فأخذوا القارورتان حيث وجدت الفرملية السارق فأخذ حسيسين يطارده فأمسك به قال له:"ماعدتيش تعاودها سمعتي"  وتعني لا تعدها مرة أخرى هل سمعت ,قال له:"أه سيبون" معناها أجل.
فتبحث عناصر المافيا عن حسيسن والربيع والكرتونة التي أخذاها في كل أنحاء عنابة حيث يجبرون السكريتيرة كنزة على الاعتراف فأجابتهم أنها لاتعرف حقا مكانهما وأجبروا أيضا الصيدلاني قبس على الاعتراف بوضع المسدس في رأسه فيحتجزوه في الغرفة المجاورة للصيدلية فيعود حسيسن والربيع لعنابة بعد اتصال من رئيس العمل رفيق يقول لهما أن صاحب الصناديق المستورد وزعيم المافيا يوسف الربيعي أنه هددهم بالسلاع هو ومساعديه وأنه يجب أن يعيدا الكرتونة. حيث وجدا قبس مهدد بالسلاح في صيداليته حيث يخرج حسيسن ملابس تنكرية من سيارته لكي يتنكر على شكل حاجة عجوز فيذهب للصيدلية لكي يدخل فيمنعه فارس مساعد زعيم المافيا من الدخول فيقول له : "أرجعي الحاجة مبعد" فيقول حسيسن المتنكر:"وانت شكون" ويقول له "ارجعي مبعد" فيقول حسيسن:"وعلاه" فيهدده بالسلاح فيقوم حسين بالهروب بعد سقوط زيه التنكري منه حيث قامو بكشفه فيقومون بمطارده هو وصديقه الربيع حيث تقوم بمطردتهم حتى وصلو الى قالمة حيث توقفت سيارتهم امام الفندق  حيث اخرج كل افراد المافيا اسلحتهم حيث هرب كل من حسيسن والربيع تاركين سيارتهم حيث قامت عناصر المافيا بأخذ سيارة حسيسن واختطاف أخيه مصطفى حيث يتصل بهما زعيم المافيا يوسف  بحسيسن والربيع وهما راكبان بالحافلة ابلغهم انه اختطف اخوه مصطفى واخذ السياراة فقال له حسيسن:"بصحتك الطونوبيل".
يذهب الصديقان الى الميكانيسيان "ناصر لا قريس " من اجل المساعدة حيث يجمع خدامه ومساعديه في الغاراج ويقوم بغناء موسيقى البوب ثم يلتقون بالمافيا فيقول له يوسف زعيم المافيا:"راك جيتو اون فورس وراك جبت لوليدات" قال له حسيسن :"أخرجوا لنا شجعانكم انا و حميد بارشون وناصر لاقراس ردولنا مصطفى نردولكم الكرطونة لكان حبيتوا تقربوا تعنقونا ولكان حبيتوا تفرقوا حاربونا" مأجل إقامة عراك بينه وبين العصابة فيقول له يوسف زعيم العصابة :"أنا نسحق لاقريس للروضة تاع الطونوبيل و البارشون للسيارة" ثم قال :"هيا تهلاو فيه اجماعة" حيث يخرج افراد العصابة المسدسات فيقوم ناصر ورفاقه بالهرب ويهرب ايضا حسيسن والربيع حيث تقوم عناصر المافيا بمطاردتهم في كل أنحاء عنابة من الكور الى مرشي الحوت المدينة حيث يقوم حسيسن بانقاذ امرأة من سيارة عابرة حيث يقوم جميع المارين بالتصفيق له  حيث يحاول تقبيل المرأة فتقوم بصفعه فتقول له:"وش بيك" فيكمل هو والربيع المطاردة حيث يختبأن في محل لبيع الملابس وثم يراهم مساعد المافيا خارجين من المحل فيطاردهما فيدخلان الى صالة لعب البلياردو فيقولان لاحد اللاعبين هناك ان عناصر المافيا قادمة فيدخل زعيم المافيا ورفاقه بحثا عنهما فيطلب منه صاحب الصالة الرحيل فترفض عناصر المافيا ويخرج احدهم سلاحه فيضربه أحد لاعبي البلياردو فيسقط له المسدس فيذهب ليضربه فيقول له الآخر دعهم لي فيأتي أقوى واحد في الصالة ليتعارك معه فيفتعلون شجارا فتأتي عناصر الشرطة للقبض على حسيسن والربيع واختباء عناصر المافيا بين العامة حيث يقوم المحقق باستجوابهما فيقولان له انهم مطاردون من قبل عصابة فتعود العائلة من الفندق بحثا عنهما فيقول لها الكوميسر أن كل شيئ بخير فيقوم المحقق باخراجهما من مكتب التحقيق لدى الشرطة فيقوم العم هادي بسؤال حسيسن عن الذي حدث حيث يقول لاحقا سأشرح لك فيذهبان عند جمال طيارة لكي يساعدهم في قضية الكرطونة حيث يدخلان على قصره بدون دق الجرس أو طلب الاذن للدخول فيقوم الحراس بالقبض عليهم فيدخلونهم عند جمال طيارة فيطلب منه حسيسن المساعدة فيقول له نلتقي في المقهى حيث يذهبان للمقهى للتحدث عن الصفقة فيعطونه الكرطونة مقابل ان يرجع لهم مصطفى فيجري مع زعيم العصابة يوسف اتصال بينه وبين جمال طيارة حيث قال له زعيم العصابة انه سيعطيه 5 ملايير مقابل كرطونة الادوية فضاعف له جمال المبلغ ليصبح 10 ملايير فيطلب جمال من حراسه ان يضعوا حسيسن والربيع في الحديقة محروسين بكلب فيقوم حسيسن تشتيت الكلب فيقومن بالهرب من بعدها فيأتي زعيم المافيا يوسف لمنزل عائشة من أجل التحدث عن صفقة الكرطونة
فيعود حسيسن والربيع الى البيت ويحكي ماحدث معه لعمه وأفراد عائلته فيذهيون الى سيدي عيسى من اجل ارجاع مصطفى فيختبئون خلف صخرة وايضا تعتمد عناصر الشرطة على حسيسن في هذه القضية فيأتي جمال طيارة من أجل صفقة البيع حيث ان هناك ايضا زعيم المافيا يوسف والعالمة البيولجية عائشة وشهد حضور عناصر الشرطة بالتخفي بما فيهم الكوميسار حيث ينفد صبر حسيسن فيخرج من مخبأه لكي يتعارك مع العصابة حيث يقوم أحد افراد العصابة باخارج سلاحه فتنتزعه عائشة منه وتهدده وتقول لاأحد يتحرك  فيخرج يوسف زعيم العصابة مسدسه ويوجهه نحو رأسها فيدخل حسيسن في معركة حيث يضرب أحد افراد العصابة وتقوم عائشة بنزع المسدس من يوسف الزعيم بطريقة أكروباتية وتوجهه نحو رأسه فتدخل عناصر الشرطة فيلقون القبض عليه فيقوم حسيسن بشكر الكوميسار وعائشة وفي النهاية يعلن زواجه بالسكريتيرة كنزة يبدأ أصحابه وكل من حوله بالشطيح والغناء.